# Supertaça Cândido de Oliveira de 2024
A Supertaça Cândido de Oliveira de 2024 foi a 46.ª edição da Supertaça Cândido de Oliveira.
Foi disputada entre o campeão nacional Sporting, enquanto vencedor da Primeira Liga de 2023–24, e pelo FC Porto, vencedor da Taça de Portugal de 2023–24. O FC Porto sagrou-se campeão da competição pela 24ª vez na sua história, vencendo o Sporting por 4-3.

## Antecedentes e histórico
A FPF anunciou no dia 28 de maio que a disputa seria no dia 3 de agosto, no Estádio Municipal de Aveiro, que recebeu a 14.ª final da competição em 16 anos, sendo este o jogo de inauguração da temporada 2024–25. O Sporting venceu a Primeira Liga da temporada 2023–24 e participou na Supertaça pela 12.ª vez. O Porto, vencedor da Taça de Portugal na temporada 2023–24, foi para a sua 34.ª participação na Supertaça.

## Qualificação
O Sporting classificou-se para a disputa da Supertaça no dia 5 de maio, com a vitória do FC Famalicão sobre o Benfica por 2–0 em casa, na 32ª rodada do Campeonato Nacional, conquistando o seu 20.º título da competição. O FC Porto classificou-se para disputa ao vencer a Taça de Portugal frente ao Sporting por 2–1 no dia 26 de maio, conquistando o seu 20.º título da competição.

## Partida
| 3 de agosto de 2024 | Sporting                                       | 3–4 | Porto                                                 | Estádio Municipal de Aveiro |
| 20:15               | G. Inácio 6' · P. Gonçalves 9' · G. Quenda 24' |     | W. Galeno 28' 66' · N. González 64' · Iván Jaime 101' | Árbitro: João Pinheiro      |

## Vencedor
| Supertaça Cândido de Oliveira 2024 |
| ---------------------------------- |
| FC Porto (24º Título)              |